# Thranius sumatrensis
Thranius sumatrensis är en skalbaggsart som beskrevs av Charles Joseph Gahan 1907. Thranius sumatrensis ingår i släktet Thranius och familjen långhorningar. Inga underarter finns listade i Catalogue of Life.